# Zberezka
Zberezka (do 31 grudnia 2016 Zbereżka o statusie kolonii) – wieś w Polsce położona w województwie śląskim, w powiecie częstochowskim, w gminie Kłomnice.
W latach 1975–1998 miejscowość administracyjnie należała do województwa częstochowskiego.